# Cirrhilabrus briangreenei
Cirrhilabrus briangreenei là một loài cá biển thuộc chi Cirrhilabrus trong họ Cá bàng chài. Loài này được mô tả lần đầu tiên vào năm 2020.

## Từ nguyên
Từ định danh briangreenei được đặt theo tên của Brian D. Greene (s. 1980), một nhà ngư học đang công tác tại Bảo tàng Bishop (Honolulu) và Đại học Hawaii, là người đã thu thập các mẫu vật của loài cá này, đồng thời cũng có nhiều nghiên cứu và khám phá về sự đa dạng của rạn san hô.

## Phạm vi phân bố và môi trường sống
Trước đây, C. briangreenei được cho là biến dị kiểu hình của Cirrhilabrus pylei ở Philippines. C. pylei không có vệt đen trên vây lưng cũng như dải đen ở sau vây đuôi, thay vào đó là một dải màu ngọc lam.
C. briangreenei được tìm thấy tại eo biển Đảo Verde, một đường biển chia tách hai đảo Luzon và Mindoro. Loài này sinh sống tập trung gần các rạn san hô trên nền đá vụn ở độ sâu khoảng 40–110 m.

## Mô tả
Chiều dài cơ thể lớn nhất được ghi nhận ở C. briangreenei là 7,4 cm. Cơ thể của cá đực đặc trưng bởi một đốm đen lớn trên vây lưng, cũng như vây bụng rất dài. Vây lưng và vây hậu môn màu vàng với các dải sọc ngang màu xanh lam và tím, được viền màu xanh óng ở rìa. Đầu có nhiều vệt màu xanh thẫm. Rìa sau của vây đuôi có một dải màu đen nổi bật với một vệt sọc màu hoa cà ngăn cách phần vây còn lại có màu cam ở phía trong. Hai bên thân có một sọc xanh óng từ mắt chạy dọc theo lưng đến cuống đuôi, một sọc tương tự nhưng ngắn hơn ở giữa thân sau và cuống đuôi.
Cá cái có kiểu hình tương tự như nhiều loài Cirrhilabrus khác. Cơ thể màu hồng cam với một đốm đen trên cuống đuôi, đầu có nhiều vệt sọc nhỏ.
Số gai ở vây lưng: 11; Số tia vây ở vây lưng: 9; Số gai ở vây hậu môn: 3; Số tia vây ở vây hậu môn: 9; Số tia vây ở vây ngực: 15; Số gai ở vây bụng: 1; Số tia vây ở vây bụng: 5.

## Thương mại
C. briangreenei được thu thập trong ngành buôn bán cá cảnh và đã bị nhầm lẫn là một kiểu hình khác của C. pylei cho đến khi chúng chính thức được công nhận là một loài mới vào năm 2020.